# Play-Boy (pinball)
Play-Boy es una máquina de pinball comercializada por Gottlieb en 1932. El juego presenta un tema de juego de naipes.

## Descripción
Después del éxito de Baffle Ball, Gottlieb utilizó la línea de producción existente para producir un nuevo juego. El nuevo campo de juego tiene gráficas de naipes y era más barato de producir porque no se requerían piezas de metal fundido. El jugador puede jugar por los puntos acumulados o jugar juegos de cartas como el blackjack o el póker con la bola de cristal. Play-Boy fue un éxito y fue el comienzo de la larga tradición de Gottlieb en juegos de temática de naipes.
Play-Boy fue anunciado como una mesa de 61 cm de largo por 40 cm de ancho, y un soporte opcional de madera o metal estaba disponible a un costo adicional. Jugar 10 bolas cuestan 1 centavo, con 5 cartas cada una, si dos jugadores estuviesen jugando.

## Versiones digitales
Play-Boy está disponible en el Pinball Hall of Fame: The Gottlieb Collection. 